# 歌ってよ夕陽の歌を
「歌ってよ夕陽の歌を」（うたってよゆうひのうたを）は、1975年4月25日に発売された森山良子のシングルである。

## 解説
作詞は岡本おさみ、作曲は吉田拓郎。
森山は同曲を、同年の第26回NHK紅白歌合戦で歌唱した。

## 収録曲
1. 歌ってよ夕陽の歌を
  - 作詞:岡本おさみ／作曲:吉田拓郎／編曲:萩田光雄
2. やさしい女
  - 作詞:松本隆／作曲・編曲:瀬尾一三

## カバー
- 1977年、吉田拓郎のアルバム『ぷらいべえと』でセルフカバー。